# 金愉
金愉（1436年—？），字和之，直隸常州府武進縣人，明朝政治人物。進士出身。

## 生平
應天府鄉試第五十四名。天順四年（1460年）庚辰科會試第五十一名，殿試登進士第三甲第七十六名。

## 家族
曾祖金彥名。祖父金潮宗。父亲金淵，曾任教諭。